# Al Jazira Ammán
El Al Jazira Ammán es un club de fútbol de Jordania, de la ciudad de Amán. Fue fundado en 1947 y juega en la Liga Premier de Jordania.

## Historia
El equipo fue fundado en 1947. El equipo ganó su primer título de Liga en 1952.

## Uniforme
- Uniforme titular: Camiseta rojiblanca.

## Estadio
El Al-Jazira Ammán juega en el Estadio Internacional de Amman, con capacidad para 25000 personas.

## Palmarés

### Torneos nacionales
- Liga Premier de Jordania (3): 1951/52, 1954/55, 1955/56[1]
- Copa de Jordania (1): 1983/84[1]
- Copa FA Shield de Jordania (2): 1981 y 1986[1]
- Supercopa de Jordania (1): 1985[1]